# Hangin'
Hangin' is een single van de Britse band Bastille, van hun vijfde album Doom Days: This Got Out of Hand!. De single werd in september 2015 als download uitgebracht en in april 2016 als single, met op de B-zijde het nummer Overload. In december 2019 verscheen het op het album.

## FIFA 16
Het nummer werd gebruikt in de game FIFA 16 als soundtrack. Eerder werd ook het nummer Weight of Living, Pt. II al gebruikt in FIFA 13.

## Muziekvideo
Er is geen muziekvideo op YouTube geplaatst voor dit nummer.